# NGC 2748
NGC 2748 је спирална галаксија у сазвежђу Жирафа која се налази на NGC листи објеката дубоког неба.
Деклинација објекта је + 76° 28' 33" а ректасцензија 9h 13m 43,0s. Привидна величина (магнитуда) објекта NGC 2748 износи 11,5 а фотографска магнитуда 12,3. Налази се на удаљености од 21,869 милиона парсека од Сунца. NGC 2748 је још познат и под ознакама UGC 4825, MCG 13-7-19, CGCG 350-14, IRAS 09080+7640, PRC C-28, PGC 26018.